# Privato di Mende
San Privato di Mende (in francese Privat de Mende; Clairmont, III secolo – Monte Mimat sopra Mende, tra il 255 ed il 260) è stato un vescovo e martire cristiano del III secolo in Gallia.
Il suo romitaggio è luogo di pellegrinaggi che furono molto popolari nel Medioevo. La data della sua morte è tuttavia contestata ed alcuni la collocano persino nel V secolo, ma molti scritti tendono a provare che la data del III secolo sia la più probabile. 
Egli fa parte dei grandi santi di Gallia con san Dionigi, san Saturnino, san Marziale, san Martino di Tours, san Ferreolo di Vienne e san Giuliano.

## Biografia

### Generalità

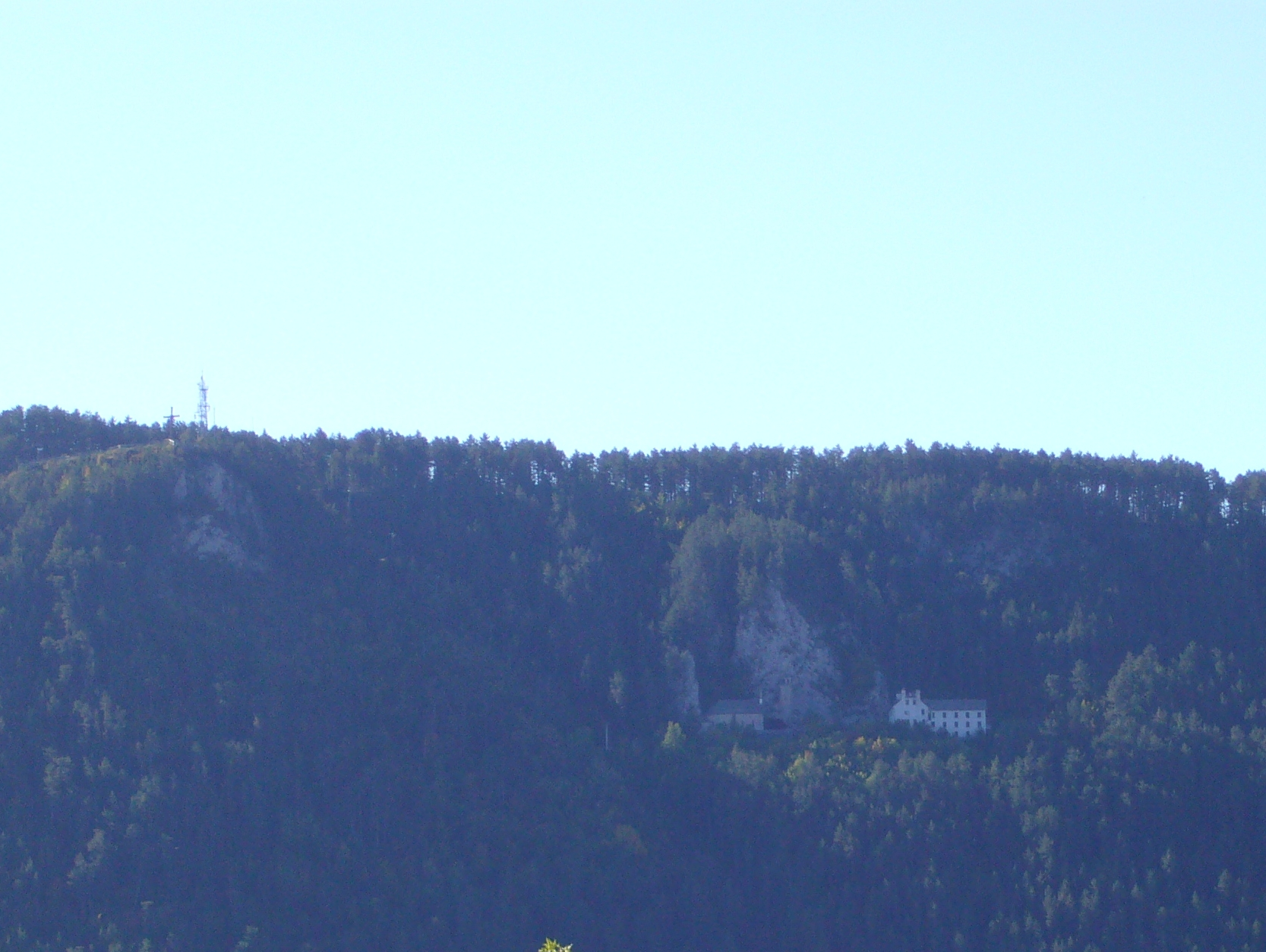
Il Monte Mimat: la croce (a sinistra, in cima), e l'eremitaggio

Gregorio di Tours conferisce a Privato la qualifica di épiscopus urbis gabalitanae, cioè "vescovo del paese di Gabalum". Egli sarebbe stato così il primo vescovo del Gévaudan, nonostante che ne fosse stato a lungo celebrato un certo Severino. 
Il termine Gabalum rimanda alla capitale del Gévaudan (o pays Gabale) conosciuto anche con il nome di Anderitum. Tuttavia Gregorio di Tours non cita precisamente la città di Gabalum nel senso moderno del termine, ma piuttosto come la zona.
Privato sarebbe stato inviato da sant'Austremonio dopo Clairmont ad evangelizzare il Gévaudan. La sede logica del vescovato sembra dunque essere questa Anderitum o Gabalum e non Mende, ove ebbe luogo il martirio. D'altra parte Mende allora non era considerata che un borgo. In assenza di prove tangibili, non vi è alcuna certezza che la sede della diocesi del Gévaudan si trovasse a Mende prima del X secolo, quando il vescovo Stefano fu il primo a firmare come "vescovo di Mende".

### Il martirio

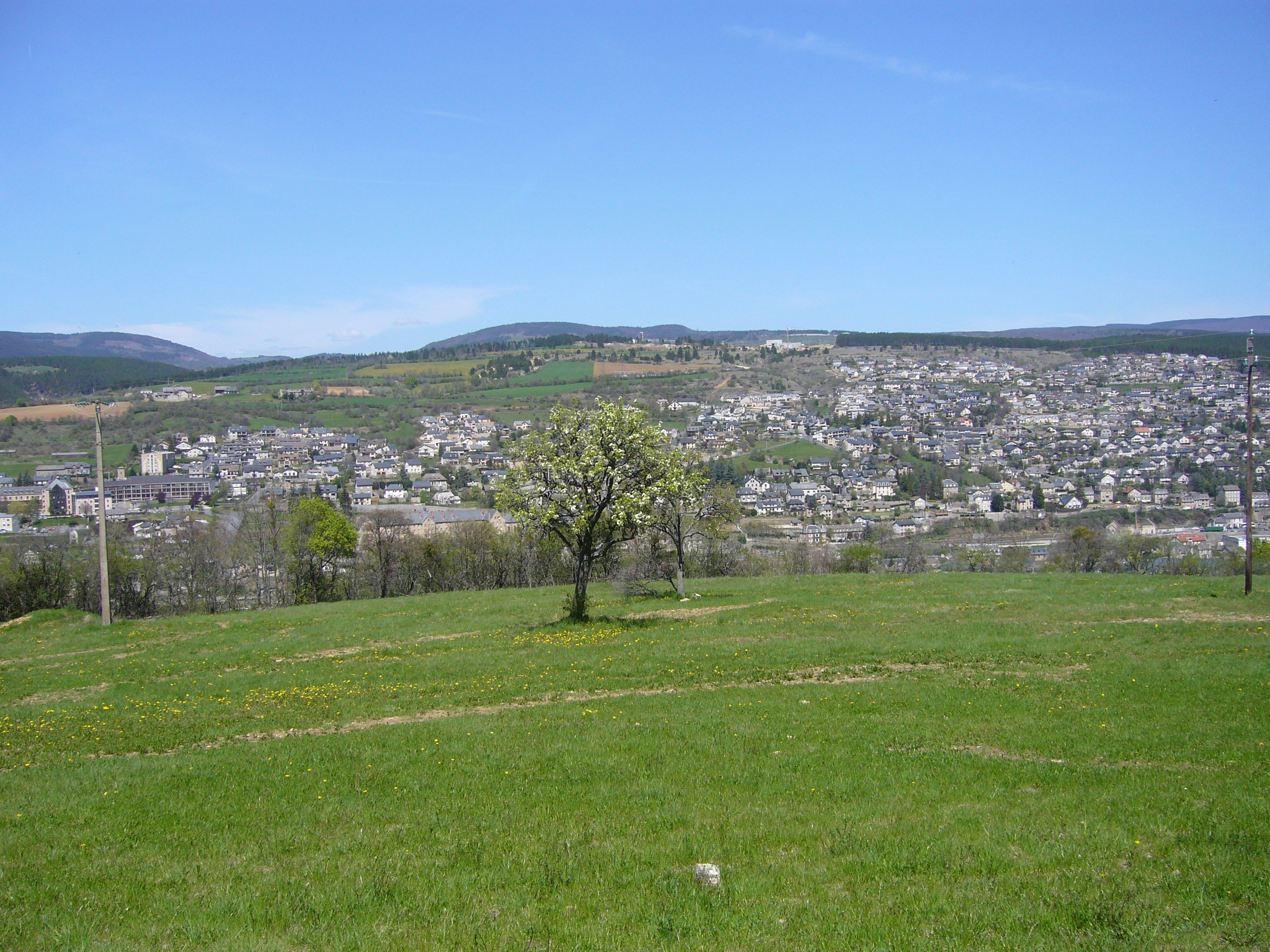
La collina del carnefice, sopra Mende, ove avrebbe avuto luogo il supplizio.

Nel III secolo la Gallia fu invasa dagli Alemanni, condotti dal loro capo Croco, al quale gli storici attribuiscono numerosi saccheggi, fra i quali quello del tempio di Mercurio sul Puy de Dôme. Quando essi giunsero nella zona del Gévaudan gli abitanti si rifugiarono nella fortezza di Grèzes.
Privato, in periodo di digiuno, si era ritirato in una grotta del monte Mimat, posto sopra la città di Mende. Per due anni gli abitanti subirono l'assedio degl'invasori. Gli alemanni finirono per trovare Privato e vollero servirsi di lui come ostaggio: speravano in questo modo di far aprire le porta della fortezza agli assediati, per la pietà che avrebbe loro ispirato il loro vescovo. Secondo Gregorio di Tours, Privato si sarebbe rifiutato di consegnare il suo popolo nonostante il barbaro supplizio cui avrebbe potuto essere sottoposto.
(Gregorio di Tours, Histoire, Libro I)
Dalle grotte che lui aveva abitato sulle alture e fino al villaggio di Mende, egli fu trainato, colpito, mutilato e accoppato a colpi di bastone. Egli fu lasciato per morto dagli alemanni che, estenuati, avrebbero successivamente tolto l'assedio concedendo la pace agli assediati.
Privato morì per le ferite il giorno successivo e sarebbe stato inumato nel luogo ove aveva subito il martirio ed il suo corpo sarebbe stato trasportato da sant'Elpidio di Gévaudan.
Vi è tuttavia un'altra versione del martirio del santo: egli sarebbe stato chiuso in una botte, verso l'interno della quale sarebbero stati piantati chiodi acuminati, e poi questa sarebbe stata fatta rotolare lungo il pendio fino ai piedi della rocca e la sua corsa sarebbe stata arrestata da alcune piante di lamponi. In ogni caso, il supplizio ebbe luogo su una collina e dove fu inumata la salma di san Privato furono erette più chiese in successione, finché papa Urbano V decise farvi erigere la Basilica-cattedrale di Notre-Dame-et-Saint-Privat di Mende.

### La sua identità
Tuttavia Gregorio di Tours dà forse troppa importanza a Privato, assegnandogli un ruolo episcopale. Egli avrebbe potuto essere un semplice eremita e non un capo religioso. Il suo atto di resistenza agli alemanni, consistente nel rifiuto di tradire i suoi concittadini, rimane comunque un fatto, ma gl'invasori avrebbero potuto contare, fosse stato lui un capo meno, sulla solidarietà fra cristiani per ottenere l'apertura delle porte della fortezza.
Anche il titolo assegnatogli di vescovo va preso con cautela. In effetti, nel 314, Genialis rappresentò il Gévaudan nel locale concilio di Arles come diacono e non come vescovo. Questa nozione di vescovo potrebbe essere giunta solo successivamente nella regione. Se la sua identità è difficile da stabilire, la sua autenticità non presenta alcun motivo di dubbio..

### La data del martirio
Anche la data del martirio di Privato presenta delle incertezze. La tradizione segue bene Gregorio di Tours nel porla durante il III secolo, sotto il regno degl'imperatori Gallieno e Valeriano. Tuttavia l'esistenza effettiva dell'alamanno Croco non è stata mai provata con certezza. Pare che molti Crocus abbiano invaso la Gallia, nei secoli III, IV e V. Ciò rimette dunque in dubbio la data della presenza alemanna nel Gévaudan, e di conseguenza quella del martirio di Privato. Gli storici esitano dunque fra questi diversi periodi lo "pseudo-Fredegario", ad esempio, parla di una sola invasione della Gallia da parte di un certo Crocus, che sarebbe morto adArles nel V secolo. Il fatto che egli sia stato inviato da Austremonio tende tuttavia a provare che egli sia realmente vissuto nel III secolo..

## I miracoli
Molti miracoli sono stati attribuiti a san Privato, spesso invocato per proteggere la sua città di Mende. Il vescovo Aldeberto III del Tournel, che aveva una grande fede nei suoi miracoli, ha lasciato una testimonianza di tredici miracoli attribuiti al santo.. 
Uno dei più notevoli fra questi è quello del modo in cui egli combatteva contro gli assalitori a fianco degli aggrediti. Così, nel X secolo, Guy, conte d'Alvernia, assediò Mende, volendola saccheggiare. Pronto ad attaccare, egli sentì una ferita e credette di vedere il santo che gl'immergeva la lama di una spada nel cuore: presi dal panico, gli assedianti fuggirono, ma le travi della cappella di santa Tecla caddero per colpire gl'invasori.
Ma Privato difendeva anche il suo territorio, condotto per lui dal vescovo. Così un cavaliere di nome Gaucelme, che voleva impadronirsi di una parte di esso spogliando i coltivatori al loro passaggio, morì all'improvviso e quindi senza poter ricevere i sacramenti. La famiglia del defunto cavaliere ne recuperò la salma per seppellirla, ma appena essa scivolò nella tomba, s'infiammò e nessuno riuscì a spegnere il fuoco prima che il corpo ne fosse totalmente incenerito.

## Culto

### Le reliquie
La leggenda vuole che sia stato sant'Ilpidio a seppellire il corpo di Privato sul monte Mimat, basata sulla convinzione che la tomba originaria del santo si trovasse là dove ne fu eretta la chiesa, oggi la cattedrale di Mende.
Nella sua ricerca di reliquie, Dagoberto I, re dei Franchi, sarebbe venuto nel Gévaudan per prendere quelle di Sant'Enimia e di Privato, dopo aver già ottenuto quelle di sant'Ilario. Egli le avrebbe quindi traslate nella cattedrale di Saint-Denis.
Nel 775, Carlo Magno donò ai monaci di Saint-Denis il territorio di Salone, nella diocesi di Metz. Fulrado e gli altri monaci portarono con loro numerose reliquie, fra le quali quelle di Privato e di Ilario. Due documenti del 777 lo attestano: uno di Fulrado, l'altro di Carlo Magno. Ciò spiega come mai la chiesa di Salone sia dedicata a Privato, così come molte altre chiese e paesi loreni o mosellani.
Prima del X secolo l'Abbazia di Saint Denis perse la proprietà di Salone ma successivamente la riebbe. 
La tradizione vuole che un prete del Gévaudan, chiamato Clockbert, abbia riportato le spoglie nel suo paese. Gli abitanti di Mende allora posero le reliquie in una cripta sotto la chiesa di Mende. Per evitarne il saccheggio, solo un canonico conosceva l'ubicazione della cripta, divenuta nota successivamente con il nome di cripta di santa Tecla. Il canonico in questione doveva attendere di trovarsi sul letto di morte prima di rivelare al suo successore il segreto di tale ubicazione. È così che scomparvero i resti di Privato nel 1110.
Essi furono tuttavia ritrovato dal vescovo Aldeberto III del Tournel verso il 1170. Trasferito in Alvernia, Aldeberto aveva chiesto che fosse scavato un pozzo. Fu con questo scavo che venne scoperto l'ingresso della cripta. Fra le reliquie Aldeberto credette di aver ritrovato anche quelle dei Santi innocenti, di una parte dei quali la città da tempo vantava il possesso. Egli fece quindi trasferire il reliquario di Privato nella cripta originale. Il giorno di questa "traslazione" fu da quel tempo a lungo celebrata dalla città di Mende il 15 settembre.
Una gran parte di queste reliquie andò perduta durante le guerre di religione ed il saccheggio della cattedrale di Mende. Le due cripte che avevano accolto le spoglie di Privato sono sempre presenti sotto la cattedrale di Mende e le ultime reliquie del santo patrono del Gévaudan sono in possesso della diocesi di Mende.

### Celebrazioni e pellegrinaggi
Tre giorni erano stabiliti per celebrare san Privato: la data principale, la memoria liturgica, cade il 21 agosto ma il santo viene anche celebrato la terza domenica dopo la Pasqua, per ricordare il ritrovamento delle reliquie nel 1170. Infine la traslazione di queste ultime è celebrata la terza domenica di ottobre.
I pellegrinaggi furono stabiliti fino all'eremitaggio da Aldeberto III del Tournel nel 1170.
Benché non più molto attuali, i pellegrinaggi avevano luogo fra il 10 maggio ed il 10 ottobre. Essi hanno contribuito molto alla prosperità della città: ad esempio, nel 1913, si ebbero più di 13.000 pellegrini.

### Luoghi di culto
Il luogo di culto più noto è la basilica-cattedrale di Mende, dedicata a Notre-Dame-et-Saint-Privat. 
Vi sono poi numerose chiese parrocchiali a lui dedicate a: 
- Altier,
- Barjac,
- Chadenet,

tutte nel dipartimento di Lozère, e poi le chiese a lui dedicate a: 
- Carmaux (Tarn),[30]
- Saint-Privat-des-Prés (Dordogna),
- Montigny-lès-Metz (Mosella),
- Bourdenay (Aube)[31]
- Couvron-et-Aumencourt (Aisne)

A Mende un collegio privato cattolico porta il nome di Collège Saint-Privat.

### Galleria d'immagini

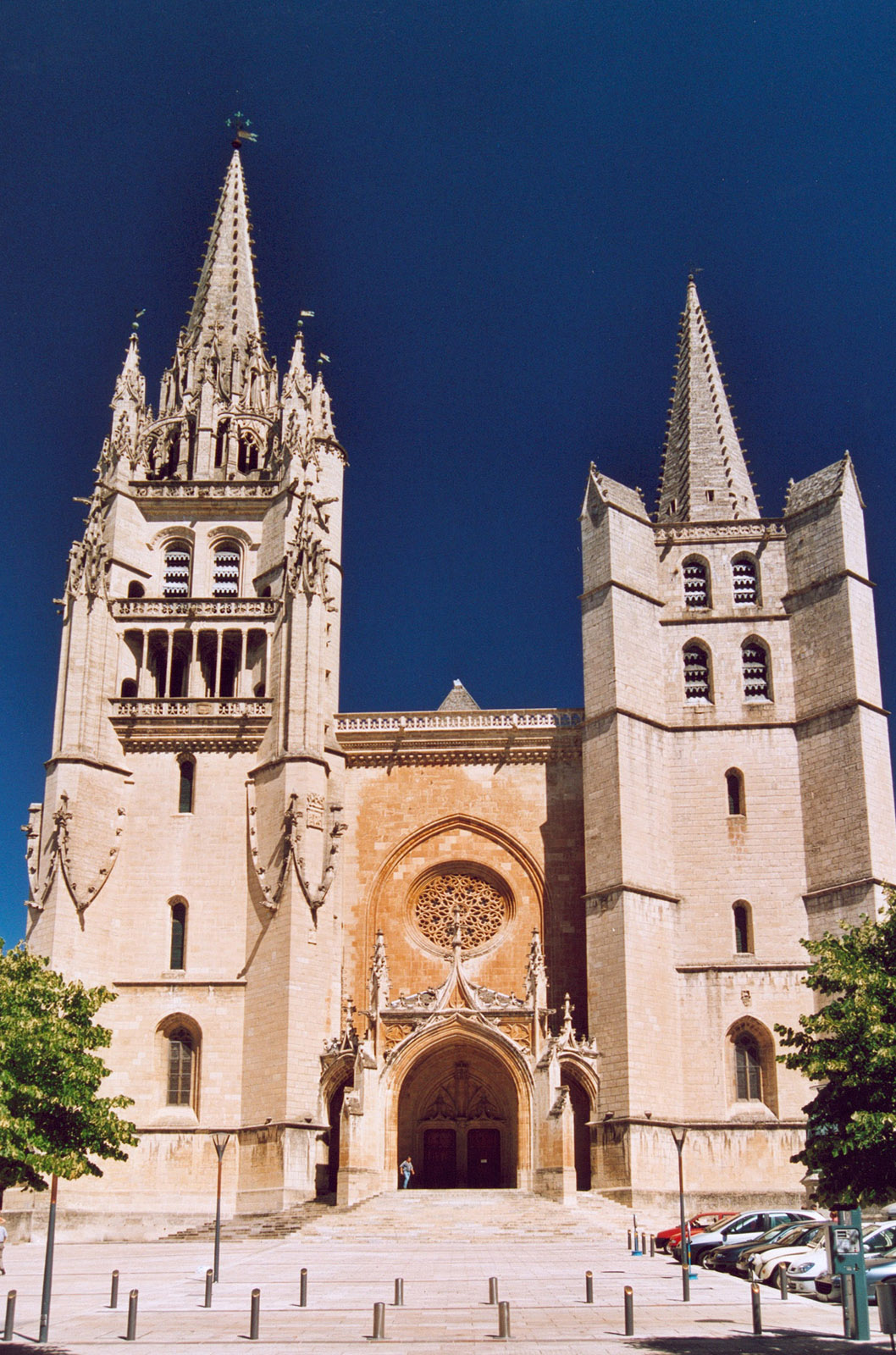
La cattedrale di Notre-Dame-et-Saint-Privat a Mende.
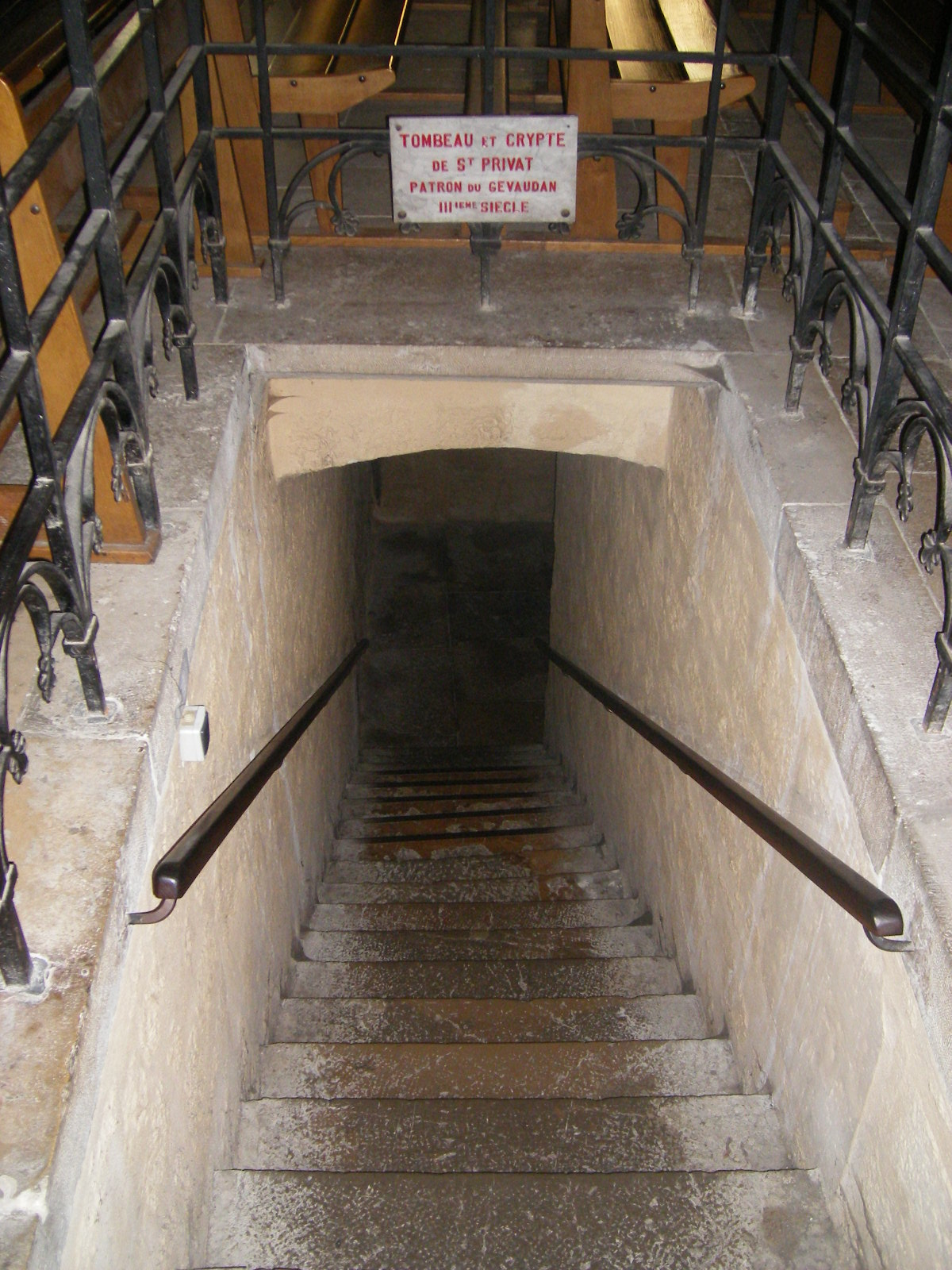
Entrata della cripta di San Privato dall'interno della cattedrale di Mende.
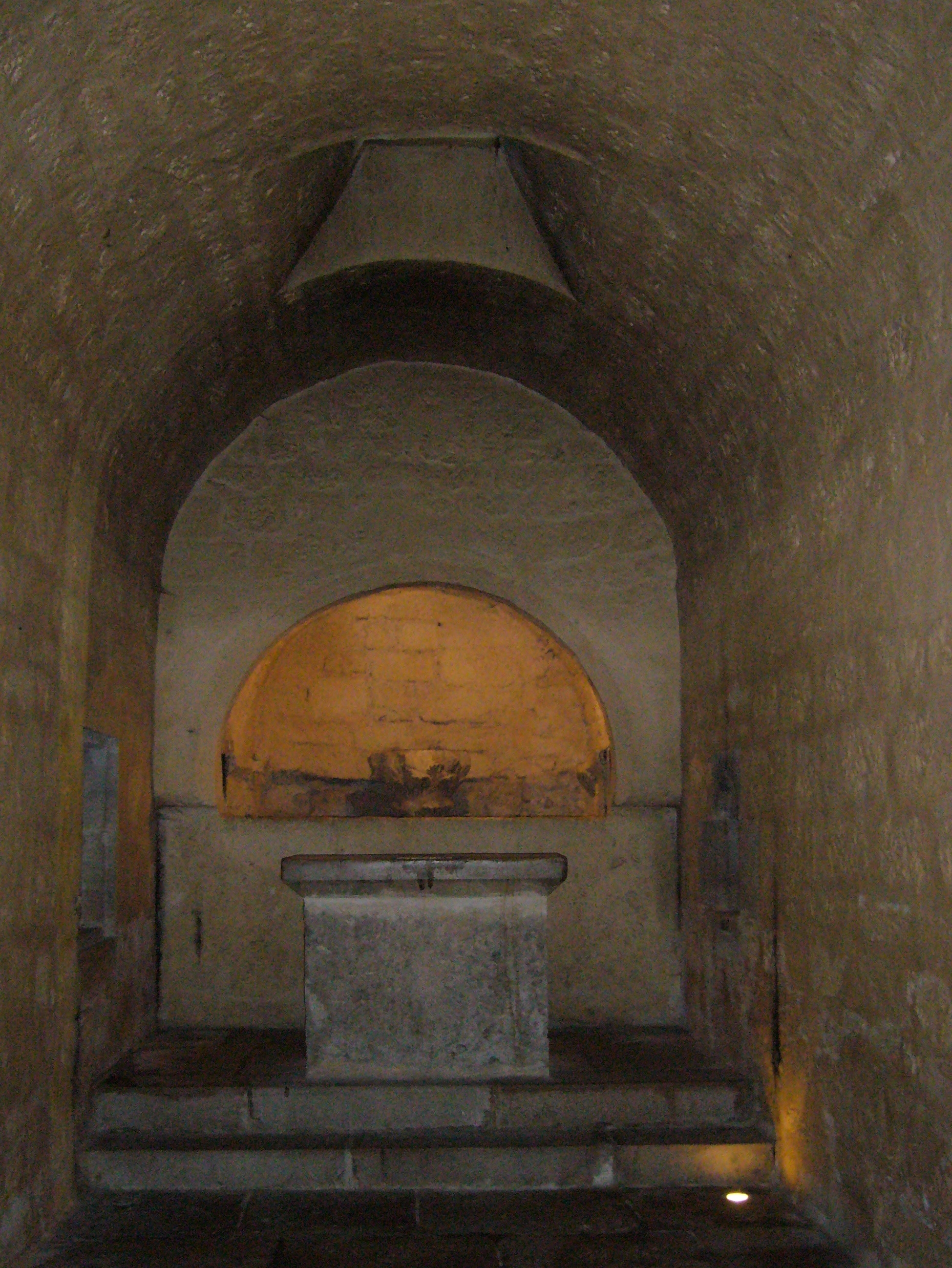
La tomba del santo nella cripta San Privato (cattedrale di Mende).
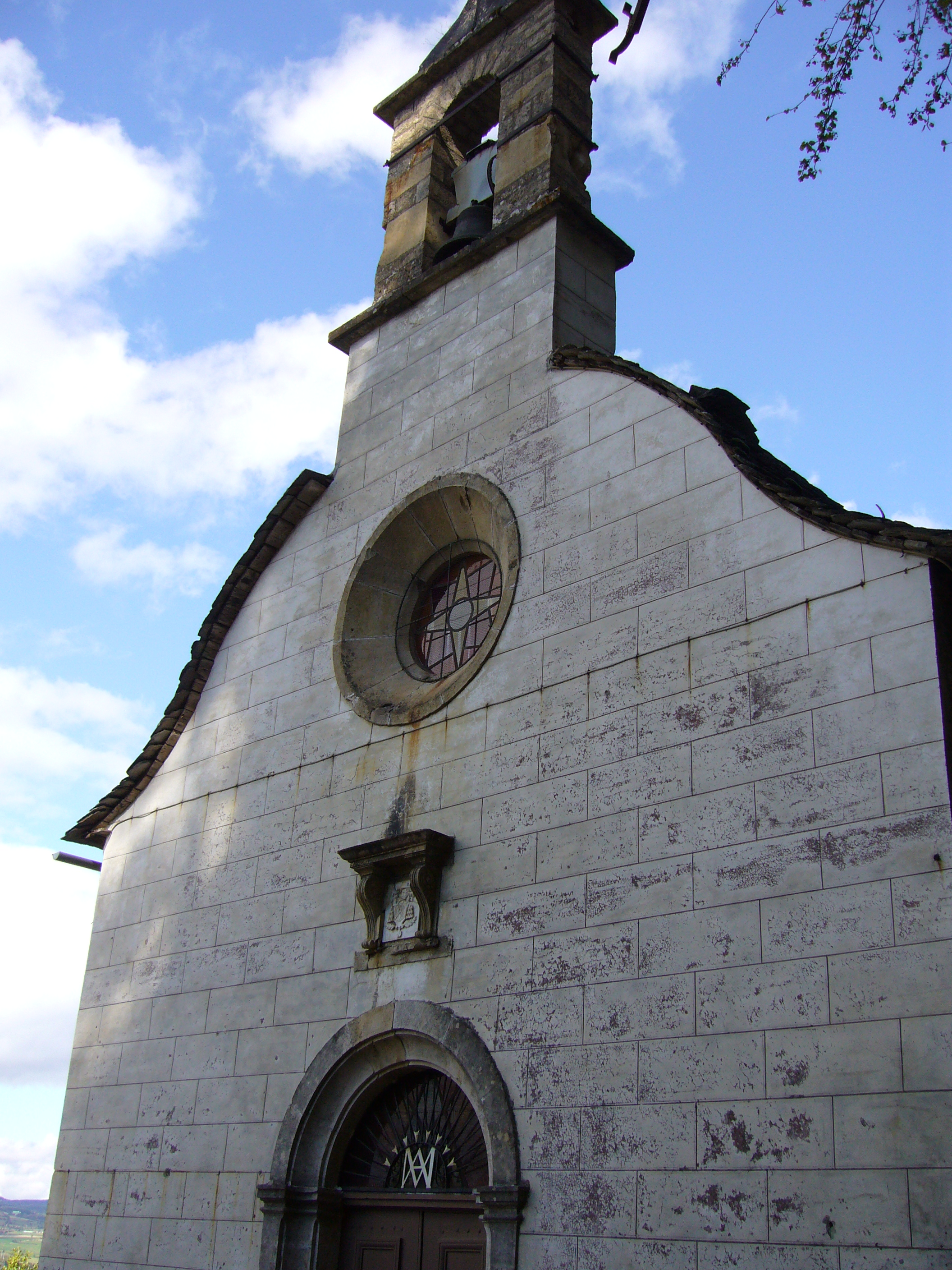
La cappella dell'eremitaggio eretta nel 1850.
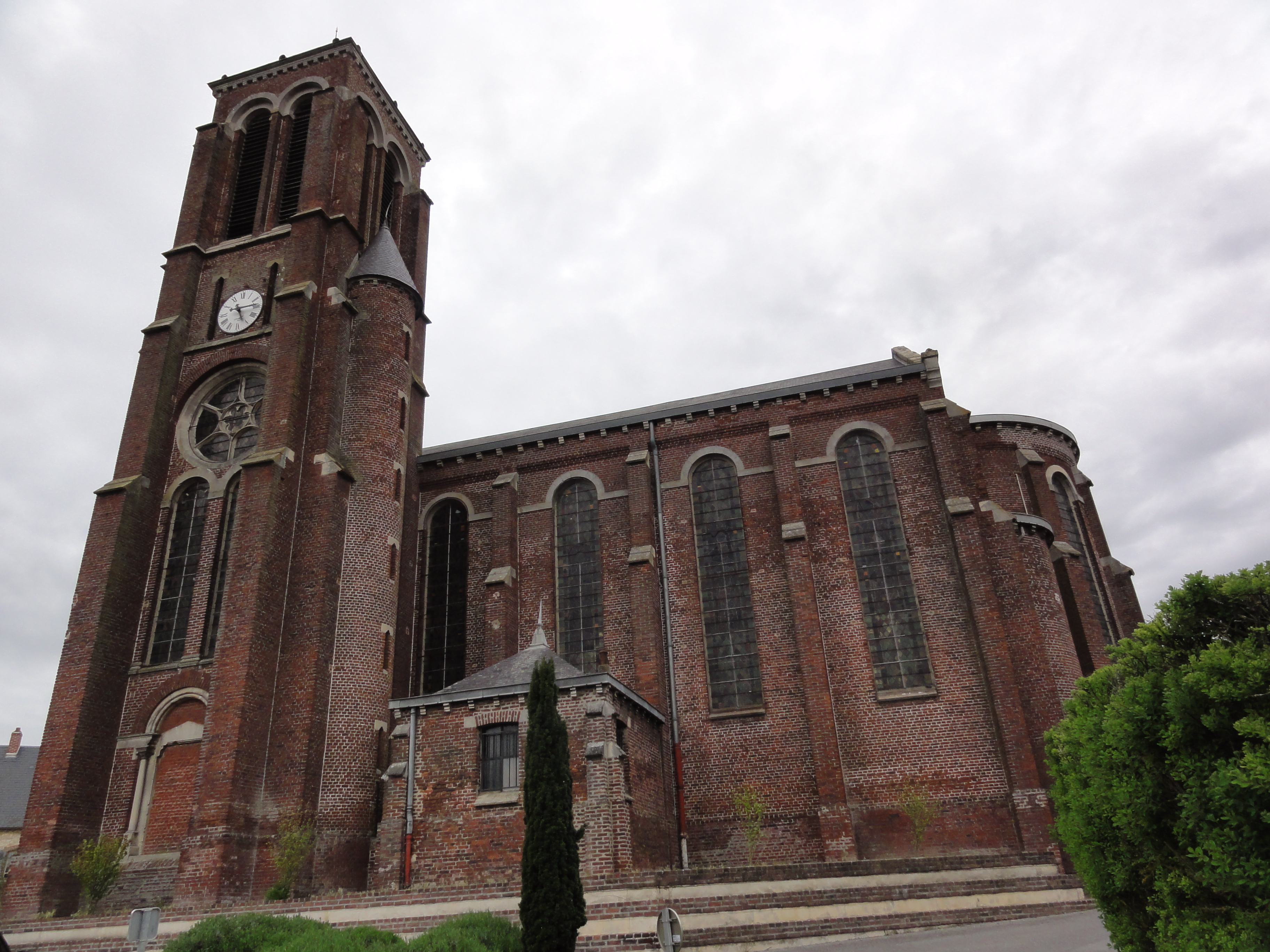
Chiesa di San Privato a Couvron-et-Aumencourt.

## Toponimi
Tre comuni portano il nome di san Privato: 
- Saint-Privat nell'Ardèche;
- Saint-Privat in Corrèze;
- Saint-Privat nell'Hérault.

Due comuni portavano il nome del santo ma furono poi fusi con altri e cambiarono nome: si tratta di Montigny-lès-Metz nel dipartimento della Mosella, ove Sain-Privat ne è un quartiere, e l'altro è Aulhat-Saint-Privat, nel dipartimento del Puy-de-Dôme.
A questi si devono aggiungere otto comuni nella cui denominazione compare il nome del santo: Saint-Privat-d'Allier e Saint-Privat-du-Dragon (Alta Loira), Saint-Privat-de-Champclos e Saint-Privat-des-Vieux (Gard), Saint-Privat-des-Prés (Dordogna), Saint-Privat-de-Vallongue e Saint-Privat-du-Fau (Lozère) e Saint-Privat-la-Montagne (Mosella).